# ハイ・タイムズ (曲)
ハイ・タイムズ(high Times)はジャミロクワイの楽曲。1996年にアルバム「トラベリング・ウィズアウト・ムービング」内でリリースされ、1997年にシングルカットされた曲である。

## 概要
- 本楽曲が最初にリリースされてから10年後にジャミロクワイのベスト版アルバムが発売されたのだが、その際、本楽曲のタイトルがそのままベスト版のタイトルになった(「ハイ・タイムズ:シングルズ 1992-2006」参照)。
- 曲のタイトルや歌詞にはコカインを思わせるフレーズがある。しかしこれはメジャーレベルから発売されて全世界で何百万枚も売り上げており、90年代と現在では社会的状況が違うことに注意が必要。
- 歌詞に『飛行機の時間気をつけなさいよ』『はいはい、お母さん』という母と息子の会話のような部分があるが、作詞したジェイ・ケイの母親が1996年11月12日にロイヤル・アルバート・ホールで行われたジャミロクワイのコンサートを見に来た時[1]、この歌詞を本当の母親の前で歌った。
- コンサートツアーの為に何ヶ月も家に帰れずにホテル暮らしを続け、都市から都市、国から国を移動し、「昨日の夜が突然昼になり、次の瞬間別の日付になってる」と言う歌詞のように時差ぼけになりながらもステージに立ち、そして毎回最高のステージをしなければいけない過酷な状況が歌われている。「やめなくちゃ」「やってると死ぬ」と言う歌詞のように、わかってはいても嗜好(例えばコカインとか)への誘惑がある事も歌われている。1990年代の超売れっ子歌手の休暇状況は現代の歌手ほど保たれていなかった事に注意が必要。発売当時、このような歌詞によりジャミロクワイは遠い存在の芸能人ではなく、生身の頑張っている人間として捉えたファンは多く、ミュージックビデオで実際の移動状況や広報の仕事が視覚化されさらに強い親近感を助長した。

## ミュージックビデオ
- 1997年10月にジャミロクワイがブラジル、チリ、アルゼンチンでコンサートを行った時の日常がビデオになっている。
- ハングライダーはブラジルで行った[2]
- この年、ベースのスチュアートもフェラーリを購入したためビデオにはフェラーリのロゴ入りリュックサックを所有しているシーンがある。
- メンバーの水着シーンがあるためファンは喜んだ。
- 円形の高いホテルの建物(ゼンダーがエレベーターで上がるシーンや、ケイが逆立ちで高層階を歩くシーン)は、チリの首都サンティアゴのグランドハイアットホテルである(1997年当時。現在はマンダリンオリエンタル)。この建物は美しい造形物として現地で知られている[3]。
- ビデオ内でケイが読んでいた本は「Mr. Nice (ハワード・マークス著)」で、トビー・スミスが読んでいた本は「The Story of Philosophy(ウィリアム・ダラント著)」(ただし1961年版のハードカバー)である。
- サッカー観戦のシーンは、1997年10月15日のイングランド対カメルーン戦を前述のグランドハイアット(現マンダリンオリエンタル)で見ていると思われる。
- メンバーそれぞれの車が映るシーンは、1997年6月8日にロンドンのフィンスブリー・パークで行われたコンサート会場に車で行ったシーンだと思われる。

## チャート
| 国別チャート (1997–1998)                 | 最高順位 |
| ---------------------------------------- | -------- |
| カナダ ダンス/アーバン (RPM)             | 9        |
| ヨーロッパ (Eurochart Hot 100)           | 55       |
| アイスランド (Íslenski Listinn Topp 40)  | 19       |
| スコットランド (Official Charts Company) | 23       |
| UK シングルス (OCC)                      | 20       |
| UK ダンス (OCC)                          | 5        |
| UK R&B (OCC)                             | 4        |
| UK クラブ (Music Week)                   | 1        |
| US Dance Club Songs (Billboard)          | 9        |